# Böhse Onkelz
Böhse Onkelz (букв. «Злі дядьки») — німецький рок-гурт, що існував у 1980—2005 роках.
Протягом 25 років їхня музика пройшла еволюцію від панк-року, через ой та метал до широкого поняття важкого року. Дехто звинувачує гурт у нацизмі на ранніх етапах творчості (зокрема через пісню Türken raus, тобто «Турки — геть!»). Самі музиканти відкидають ці звинувачення, визнаючи, проте свою тогочасну неприязнь до чужоземців.
За час свого існування гурт здобув у Німеччині статус культового, попри свою незалежність та ігнорування з боку медіа. Böhse Onkelz видав понад 20 релізів. Під час прощального концерту в червні 2005 зібрав понад 120-тисячну публіку.
У 2014 гурт знов об'єднався.

## Учасники
- Кельвін Ріхард Рассел — вокал
- Маттіас «Ґонзо» Рер — гітара (електро- та акустична) [з 1981]
- Стефан «Дер В» Вайднер — бас-гітара, вокал, акустична гітара
- Петер «Пе» Схоровський — ударні.

## Дискографія
- 1984 — Der nette Mann
- 1985 — Böse Menschen
- 1985 — Mexico (міні-альбом)
- 1987 — Onkelz wie wir…
- 1988 — Kneipenterroristen
- 1989 — Lügenmarsch (міні-альбом)
- 1990 — Es ist soweit
- 1991 — Wir ham’ noch lange nicht genug
- 1992 — Heilige Lieder
- 1993 — Weiß
- 1993 — Schwarz
- 1995 — Hier sind die Onkelz
- 1996 — E.I.N.S.
- 1998 — Viva los tioz
- 2000 — Ein böses Märchen… …aus tausend finsteren Nächten
- 2002 — Dopamin
- 2004 — Adios
- 2007 — Onkelz wie wir (перевидання)
- 2016 — Memento (Matapaloz)